# Mediterranea amaltheae
Mediterranea amaltheae е вид коремоного от семейство Oxychilidae. Видът е световно застрашен, със статут Уязвим.

## Разпространение
Видът е ендемичен за остров Крит, Гърция.